# 3699 Milbourn
3699 Milbourn este un asteroid din centura principală, descoperit pe 29 octombrie 1984 de Edward Bowell.